# Honnasandra, Bangalore North
Honnasandra là một làng thuộc tehsil Bangalore North, huyện Bangalore Urban, bang Karnataka, Ấn Độ.